# Suc (géographie)
Pour les articles homonymes, voir Suc.

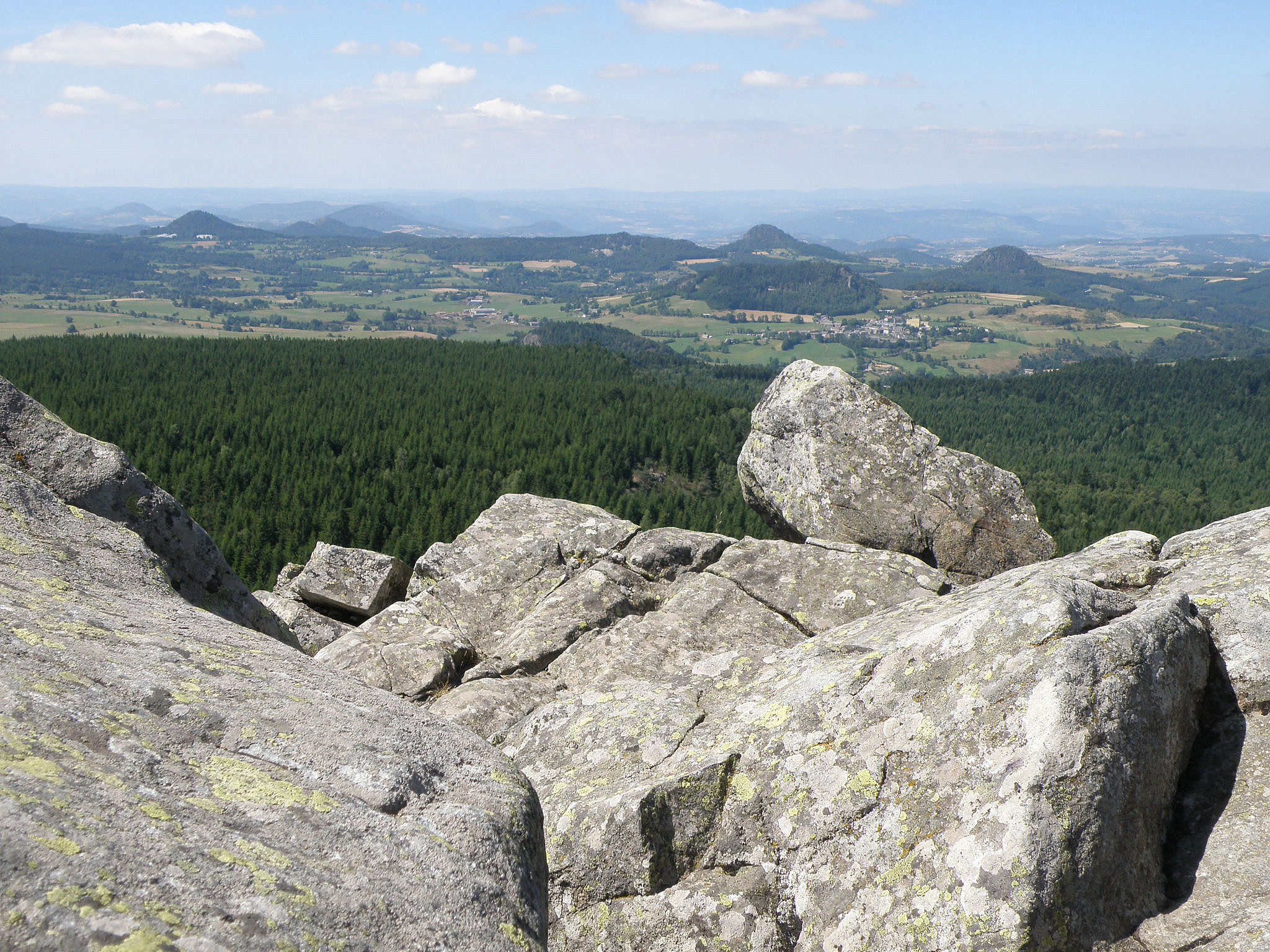
Paysage typique du haut Velay vu du pic du Lizieux ; de nombreux sucs sont visibles.

Un suc (/sy/ ou /syk/) est un sommet volcanique caractéristique de la région du Velay et du haut Vivarais dans le Massif central (France). Il se présente sous la forme d'un piton ou d'un dôme aux pentes fortes, nettement proéminent, de nature trachytique ou phonolitique, dont la lave visqueuse n'a pas coulé mais s'est accumulée sur place autour du point de sortie du volcan. Ils dominent des plateaux basaltiques qui ont sensiblement le même âge géologique. L'ensemble forme un paysage caractéristique fait de hauts plateaux et de pointements isolés.
Quelques sucs ou sommets qu'on peut qualifier comme tels dans la région du Mézenc :
- le suc de Taupernas (1 602 m) ;
- le suc de Montfol (1 594 m) ;
- le suc de la Lauzière (1 582 m) ;
- le mont Gerbier-de-Jonc (1 551 m) ;
- le suc de Séponet (1 534 m) ;
- le Sépoux (1 530 m) ;
- le suc de Sara (1 521 m) ;
- le suc de Bauzon (1 464 m) ;
- le mont Signon (1 455 m).

Dans la région du Velay / Yssingelais :
- le pic du Lizieux (1 386 m) ;
- le suc des Ollières (1 186 m) ;
- le suc de Bellecombe (1 174 m) ;
- le suc de Saussac (1 149 m) ;
- le suc d'Achon (1 148 m) ;
- le suc d'Ayme (1 137 m) ;
- le suc d'Ardemez (1 052 m).

Le suc étant un sommet aux formes simples (le plus souvent un cône), une montagne telle que le mont Mézenc, de forme plus complexe, ne peut être considérée comme faisant partie de cette catégorie.